# Résolution 276 du Conseil de sécurité des Nations unies
Membres permanents
- Chine (Taïwan)
- États-Unis
- France
- Royaume-Uni
- URSS

Membres non permanents
- Burundi
- Colombie
- Espagne
- Finlande
- Nicaragua
- Népal
- Pologne
- Sierra Leone
- Syrie
- Zambie

Résolution no 275 Résolution no 277
La Résolution 276 du Conseil de sécurité des Nations unies, prise le 30 janvier 1970, appelle les États-membres, concernant l'Afrique du Sud, à cesser toute relation avec ce pays, et établit un sous-comité pour étudier les mesures à prendre à la suite du refus du gouvernement d'apartheid à se retirer de Namibie.

## Remarque
La Résolution marque une escalade dans le conflit du Sud-Ouest africain, et concerne les aspects liés aux difficultés de la décolonisation en Afrique (Namibie, appelée alors « Sud-Ouest africain »).

## Vote
La résolution a été adoptée avec 13 voix ; la France et le Royaume-Uni se sont abstenus.

## La résolution
Texte en français : Résolution 276 du Conseil de sécurité des Nations unies - Texte en anglais : UN Security Council Resolution 276

### Source bibliographique
- Les grandes résolutions du Conseil de sécurité des Nations-Unies, M. Albaret, E. Decaux, N. Lemay-Hébert, D. Placidi-Frot, édition Dalloz, 2012, commentaire n°9, pages 72 à 81.